# Localismo hongkonés

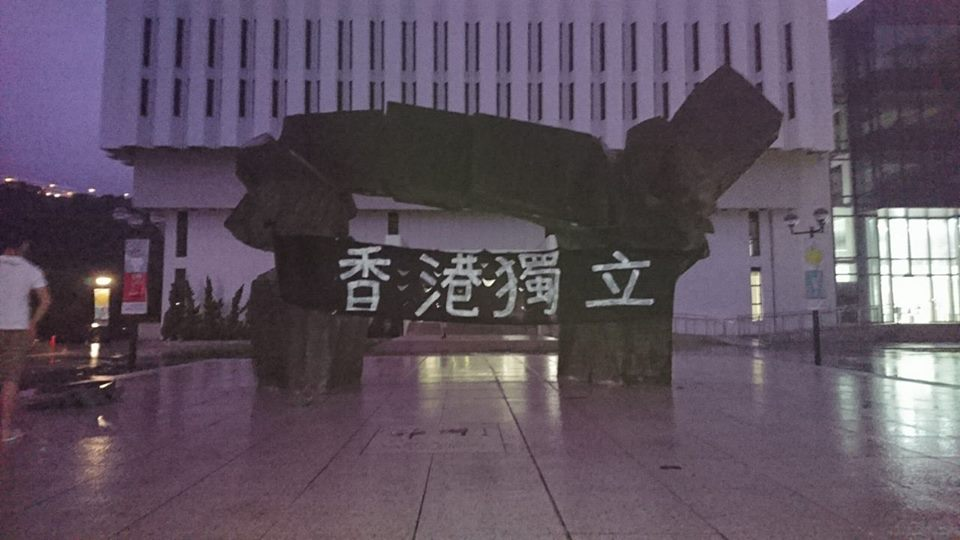
El cartel por la independencia apareció en la Puerta de la Sabiduría del campus de la Universidad China de Hong Kong en 2017.

El localismo hongkonés —y en algunas ocasiones llamado nacionalismo hongkonés— es un movimiento populista originalmente político, centrado en la preservación de la autonomía y la cultura local de Hong Kong frente a peligros externos, entre los cuales se incluye el nivel de intervención del gobierno de la República Popular China en los asuntos de la región administrativa.

## Descripción

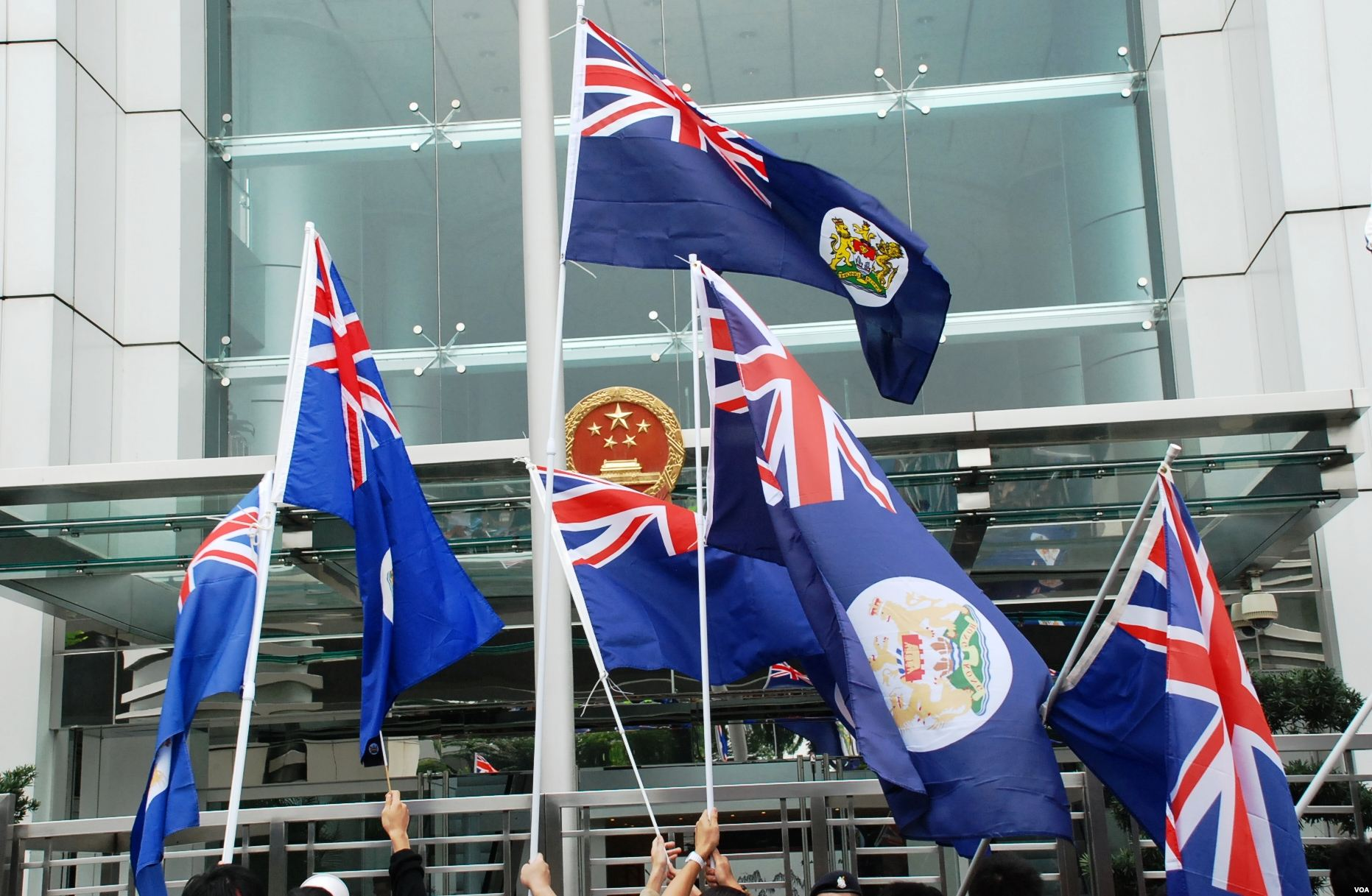
Los localistas suelen utilizar símbolos de la época británica en Hong Kong para mostrar disconformidad con la China continental gobernada por el Partido Comunista Chino.

El fenómeno social presenta matices de todo tipo y de todo el espectro político. Estos pueden ser el uso y desarrollo de la tierra, la conservación cultural y del patrimonio para los autonomistas más cercanos a la izquierda política; así como el creciente número de inmigrantes y turistas continentales para los autonomistas más cercanos a la derecha política. En lo que respecta a ideología, el localismo es heterogéneo, pues entre sus filas contiene a republicanos constitucionalistas que acusan al gobierno chino de promover la «continentalización» en la región especial; los que piden mayor autonomía en las decisiones de la administración regional; hasta independentistas, en este último sector hay una minoría anglofila cercana a occidente que pide la adhesión de Hong Kong a la Mancomunidad de Naciones o directamente su anexión al Reino Unido.
Los sectores más radicales son representados por los anarquistas de extrema izquierda y los nativistas de extrema derecha, ambos sectores consideran como enemigo a la República Popular China y abogan por un enfoque más agresivo y militante en la defensa de los intereses populares localistas, en estos dos últimos se presenta un fuerte antiglobalismo.
Para los detractores del movimiento, el localismo es una manera de sentimiento antichino que sirve a los intereses de gobiernos occidentales para desestabilizar a China.